# Micranthocereus hofackerianus
Micranthocereus hofackerianus là một loài thực vật có hoa trong họ Cactaceae. Loài này được (P.J.Braun & Esteves) M.Machado mô tả khoa học đầu tiên năm 2006.